# Stenopelmatus navajo
Stenopelmatus navajo är en insektsart som beskrevs av Rentz, D.C.F. 1978. Stenopelmatus navajo ingår i släktet Stenopelmatus och familjen Stenopelmatidae. IUCN kategoriserar arten globalt som sårbar. Inga underarter finns listade i Catalogue of Life.